# Charles Willson Peale
Pour les articles homonymes, voir Willson et Peale.
Charles Willson Peale est un peintre et un naturaliste américain, né le 15 avril 1741 à Chester (Maryland) et mort le 22 février 1827.

## Biographie
Il est souvent considéré comme le fondateur du premier grand musée des États-Unis. On lui doit en effet la création du Peale Museum à Philadelphie, qui ouvrit officiellement ses portes le 18 juillet 1786.
Sa famille compte d'autres artistes et peintres renommés : son frère James Peale, portraitiste et miniaturiste, mais aussi ses fils à qui il donna des noms de peintres flamands. L'aîné, Rembrandt (1778-1860) était un peintre renommé et l'aida lors de la construction du musée. Son cadet était Rubens Peale (1784-1864) et souffrait d'une maladie des yeux, mais n'en demeura pas moins un artiste confirmé et un directeur de musée fidèle à son père.
Il a réalisé de nombreux portraits de George Washington.

## Galerie

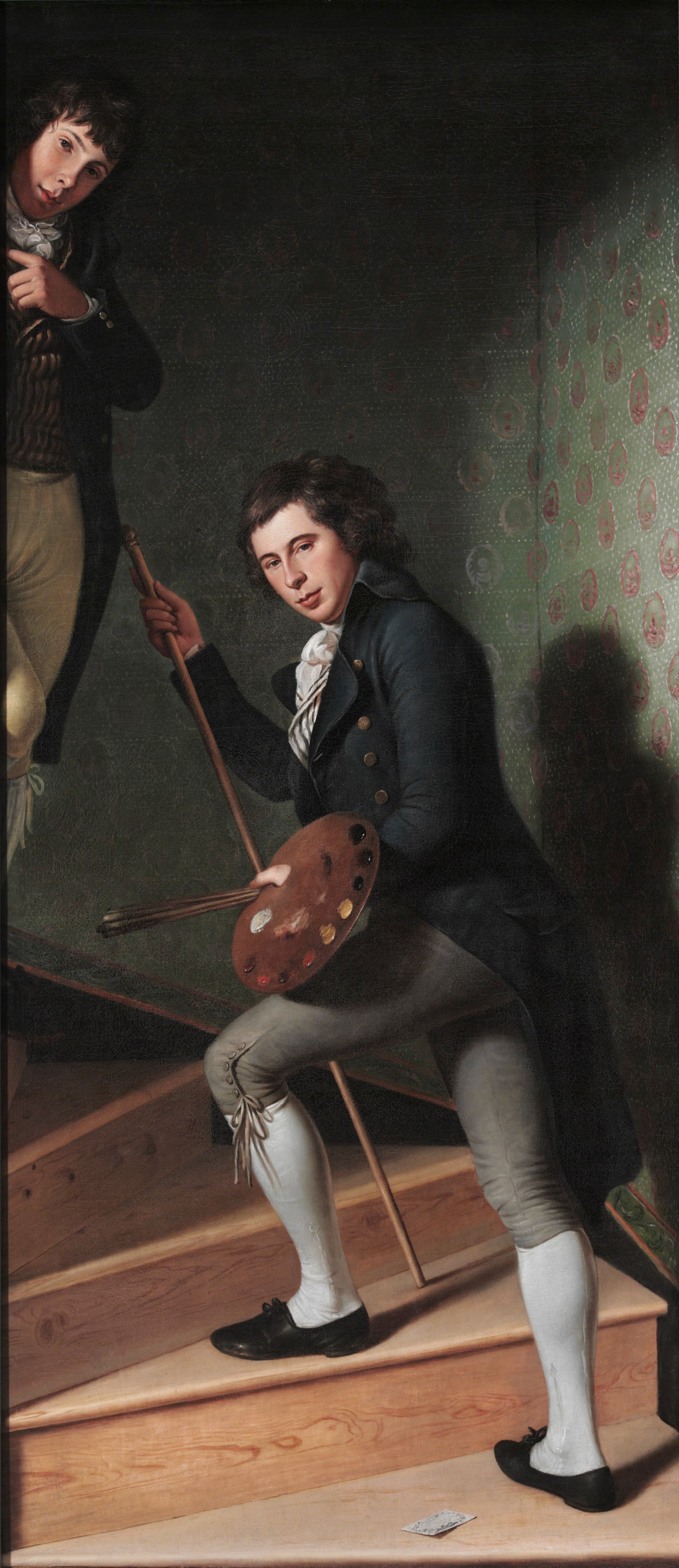
The Staircase Group. Portrait de Raphaelle Peale et de Titian Ramsay Peale, 1795)
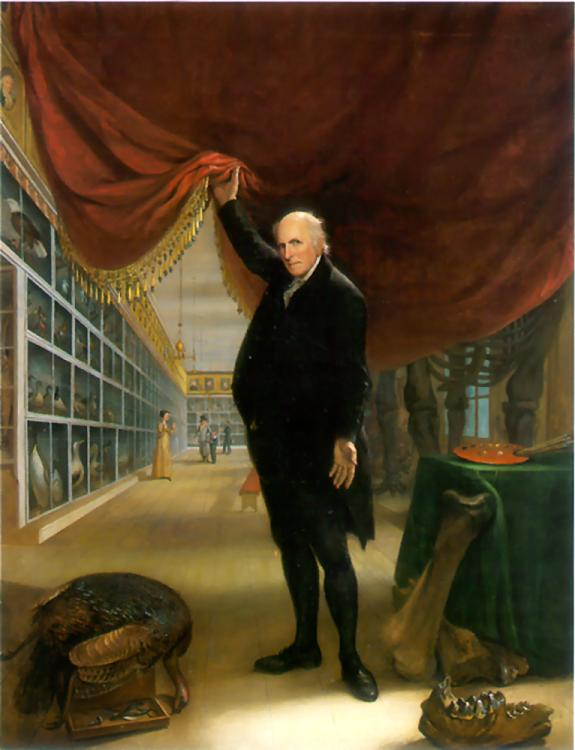
The Artist in His Museum (1822)
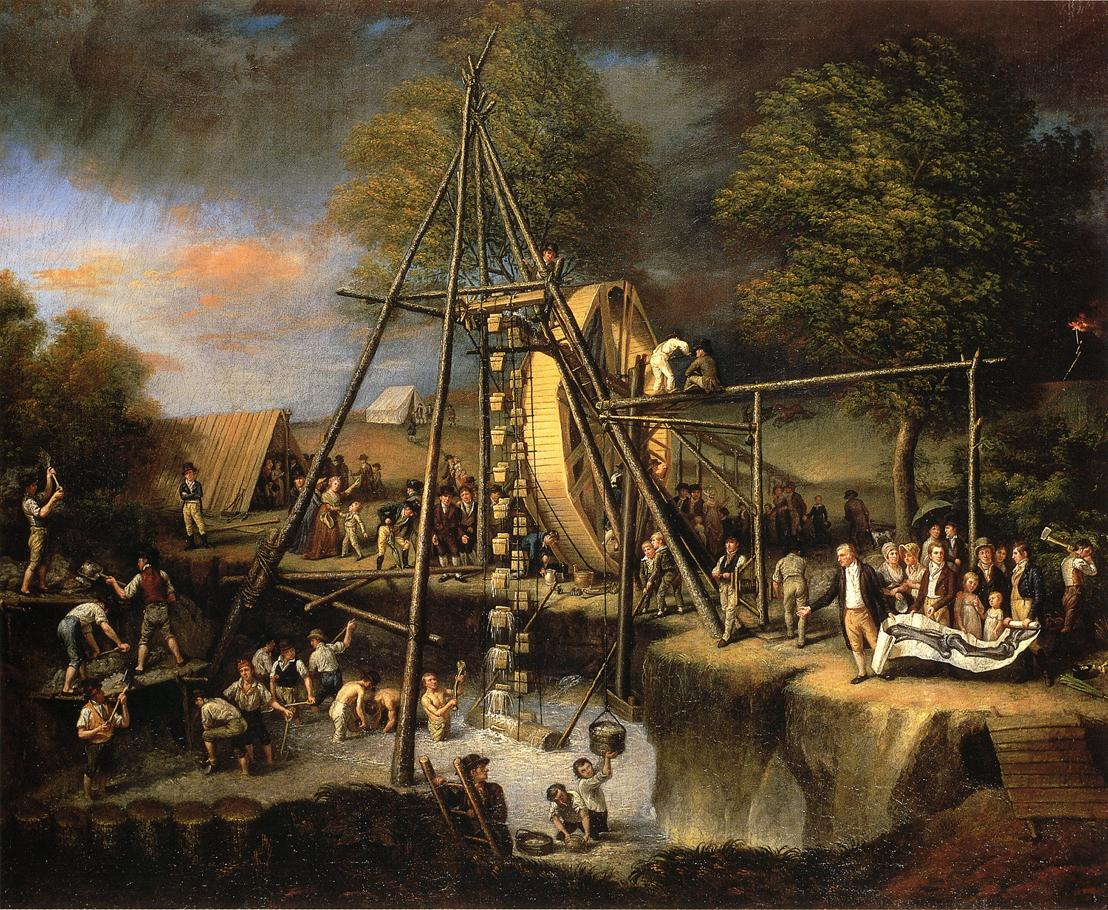
The Exhumation of the Mastadon (1806)
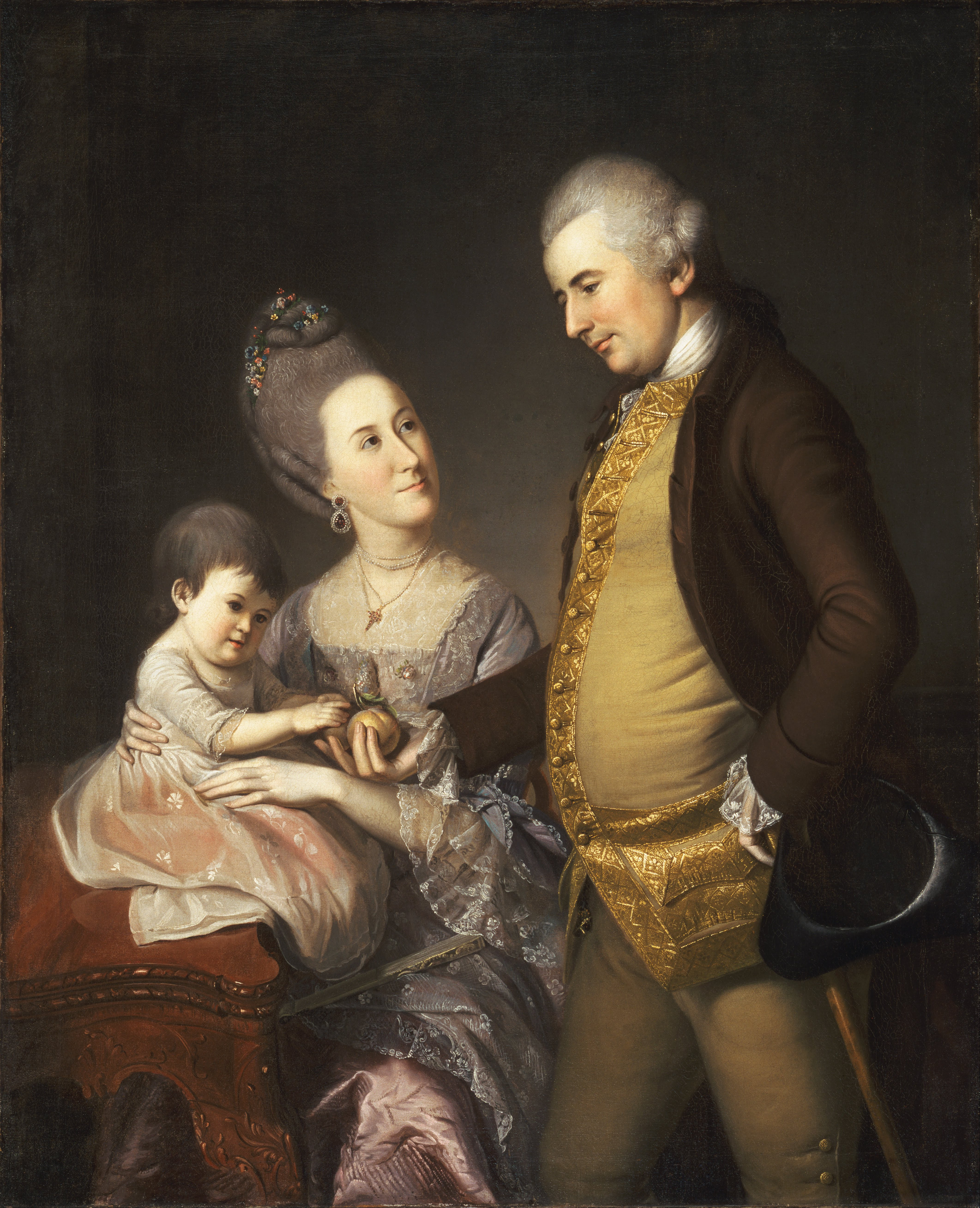
Portrait de John et Elizabeth Lloyd Caldwater et leur fille Anne  (1772, Philadelphia Museum of Art)
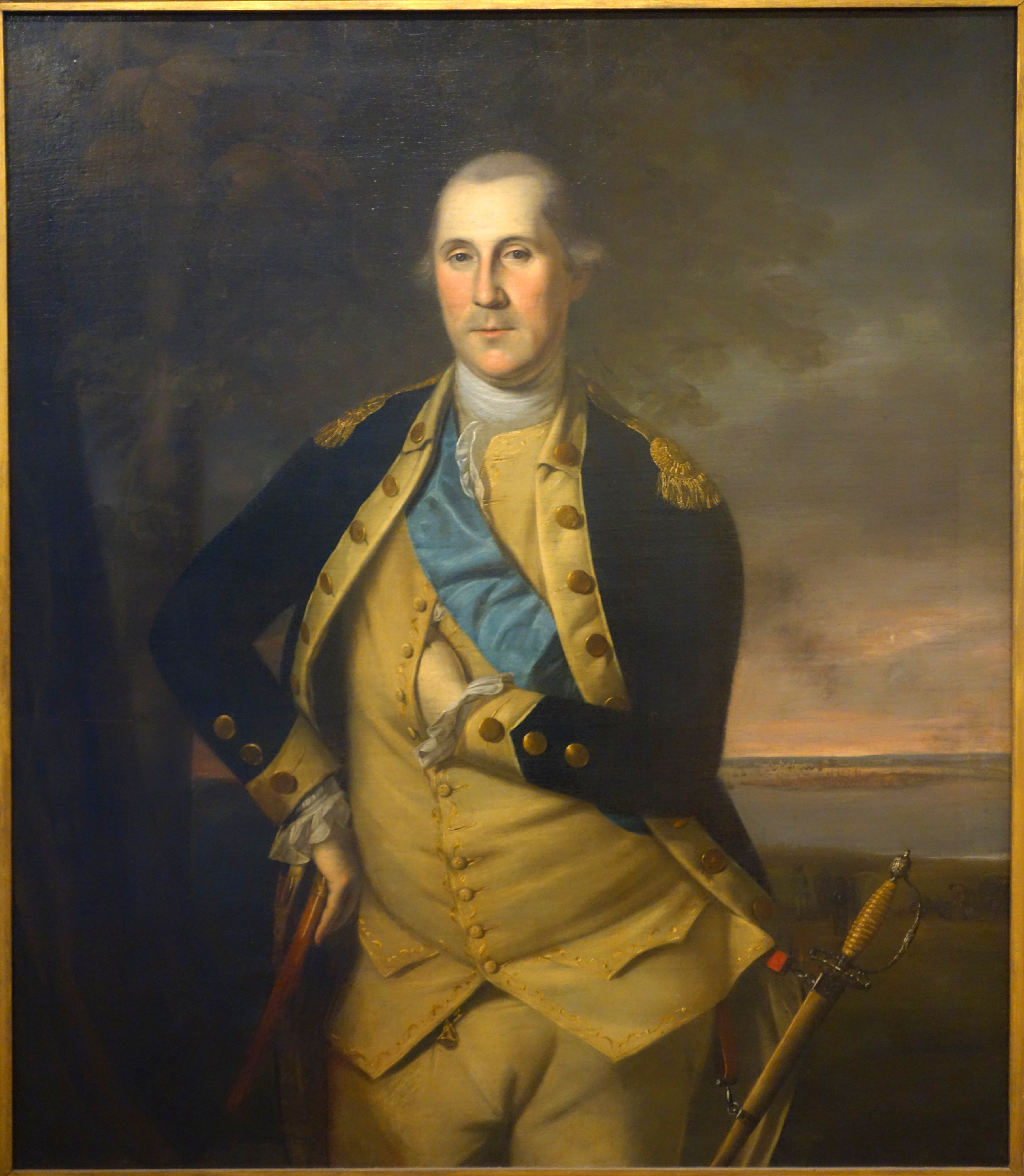
George Washington, 1776, huile sur toile, réplique du George Washington à Princeton